# Virbia subbasalis
Virbia subbasalis är en fjärilsart som beskrevs av Embrik Strand 1919. Virbia subbasalis ingår i släktet Virbia och familjen björnspinnare. Inga underarter finns listade i Catalogue of Life.